# Bjarni Benediktsson (1908-1970)
Pour les articles homonymes, voir Bjarni Benediktsson et Benediktsson.
Bjarni Benediktsson, né le 30 avril 1908 à Reykjavik, et mort le 10 juillet 1970 à Þingvellir, est un homme d'État islandais. Il est le maire de Reykjavik, ministre des Affaires étrangères, Premier ministre de l'Islande et président du Parti de l'indépendance. Il meurt brûlé vif dans l'incendie de la maison d'été du gouvernement à Þingvellir; sa femme et son petit-fils ont également péri dans l'incendie.
Son homonyme Bjarni Benediktsson, Premier ministre en 2017, est son petit-neveu.

## Biographie
Bjarni Benediktsson est né le 30 avril 1908 à Reykjavik.